# Batman: A köpenyes lovagok visszatérnek
A Batman: A köpenyes lovagok visszatérnek egy 2016-ban megjelent amerikai szuperhős-animációs film, mely a DC Comics karakterein alapul. Eredetileg kizárólag házimozis megjelenésre készült, a nagy várakozásra tekintettel viszont mozikban is vetített rajzfilm, mely az 1966-os Batman TV-sorozaton alapul. 
Premierje a new york-i Comic Con-on volt 2016. október 6-án, négy nappal ezt követően egyes mozikba is bekerült, majd DVD- és Blu-Ray megjelenése következett. 
A film különlegessége, hogy az eredeti TV-sorozatban szereplő Adam West, Burt Ward, és Julie Newmar is szerepelnek benne, eljátszva korábbi szerepeiket.

## Cselekmény
Joker, a Pingvin, Rébusz, és a Macskanő együttműködnek, hogy kidolgozzanak egy galád tervet, melynek köszönhetően Gotham City ismét veszélybe kerül. Batman és Robin feladata lesz, hogy megakadályozza őket ebben és rács mögé juttassa a gonoszokat.

## Szereposztás
| Szinkronszínész     | Szerep                   | Magyar hang     |
| ------------------- | ------------------------ | --------------- |
| Adam West           | Batman / Bruce Wayne     | Perlaki István  |
| Burt Ward           | Dick Grayson / Robin     | Lippai László   |
| Julie Newmar        | Macskanő                 | Kovács Nóra     |
| Jeff Bergman        | Joker                    | Háda János      |
| Thomas Lennon       | O'Hara                   | Németh Gábor    |
| William Salyers     | Pingvin                  | Kassai Károly   |
| Lynne Marie Stewart | Harriet néni             | Zsolnay Júlia   |
| Steven Weber        | Alfred Pennyworth        | Varga T. József |
| Jim Ward            | James Gordon főfelügyelő | Szersén Gyula   |
| Wally Wingert       | Rébusz                   | Nagy Gábor      |

A magyar szöveget Monory Csaba fordította, a szinkronrendező pedig Stern Dániel volt.

## Készítése
Adam West és Burt Ward a 2016-os Mad Monster Party-n jelentették be, hogy két új Batman-rajzfilm várható a közeljövőben, és az egyik digitális HD-minőségben, "Batman: A köpenyes lovagok visszatérnek" címmel jelenik meg 2016 októberében, és ők lesznek a főszereplői. Az epizód egy tisztelgés a kultikus filmsorozat előtt, amely 2016-ban lett épp 50 éves. Az első előzetes augusztus 17-én jelent meg.

### Megjelenés
A film legelőször a 2016-os New York Comic Con-on látható, 2016. október 6-án. Egy héttel később DVD-n és Blu-Rayen is elérhető lesz. Mozikban is bemutatásra kerül, de csak korlátozott helyen és ideig.